# ماكيماتشي ميساو
ماكيماتشي ميساو 巻町 操 وفي النسخ الإنجليزية ميساو ماكيماتشي، هي شخصية خيالية من عالم روروني كنشين من نوبوهيرو واتسوكي.

## الشخصية
ميساو هي نينجا من مجموعة أونيوابان التي كان مقرها في إيدو، سلاح ميساو هو كوناي (أداة بستنة، مغرفة)، ميساو فتاة في السادسة عشر وقت ظهورها الأول، في السلسلة تقارن ميساو بحيوان ابن عرس.

## تصميم الشخصية وتصورها
تقديم ميساو كان بسبب شعور واتسوكي أن فصل كيوتو يحتاج إلى بطولة فتاة إضافية بحكم انفصال كاورو عن كنشين، واتسوكي صمم ميساو لتكون «مرحة» مهما كان بحكم اتجاه القصة نحو «جانب مظلم»، أضاف واتسوكي «أنه ومع ذلك فإن ياهيكو + كاورو / 2 = ميساو»، ربط واتسوكي ميساو بمجموعة أونيوابان تلبية لاقتراح قارئ بإضافة شخصية نينجا مؤنثة من مجموعة أونيوابان. ولتجنب التعقيدات من الحصول بالقصة أراد واتسوكي شخصية لا تحمل مشاعر عاطفية تجاه كنشين. تصميمها جاء من ناكورورو في لعبة ساموراي سبيريت، وطبقا لواتسوكي فقد تلقى انتقادات بسبب ذلك. يعتقد واتسوكي أنها أقرب إلى ماي شيرانوي ويوري ساكازاكي من لعبة قتال أخرى على جهاز SNK، وطبقا لواتسوكي فإعداد التصميم الجسمي كان سريعا لعدم تركيزه «قليلا» بسبب زي نينجا مجموعة أونيوابان. كانت نية واتسوكي هي في جعل ملامح ميساو وجسمها أقرب شبها لفتى صغير، ورغم كون عمرها 16 سنة، واتسوكي أرادها أن تبدو كفتاة في الثالثة عشر، تناقش واتسوكي مع محرريه حول ضفيرتها إلا أنها بقيت لتبين حركات ميساو، كما أضاف العباءة «للمرح فقط»، واتسوكي أراد لها أن تواجه أوشي بألم مستقبلا لكنها «ستبقى قوية». واتسوكي وضح أنه استمتع برسمها، وأن اسم عائلتها تتأصل من نفس المكان الذي عاش فيه في نييغاتا.

## القصة

### خلفية الشخصية
ميساو هي حفيدة زعيم (أوكاشيرا) مجموعة أونيوابان الأسبق، كانت بعهدة الزعيم السابق للمجموعة شينوموري آوشي حتى قام آوشي، هان-نيا، شيكيجو، بيشيمو، وهيوتوكو بمغادرة المجموعة وترك ميساو تحت رعاية كاشيوازاكي نينجي المعروف بأوكينا، وببلوغها الثامنة كونت رابطة قوية معه رغم بقاء آوشي الأفضل بداخلها، كما لديها تعلق بهان-نيا الذي علمها فنون القتال، عندما علمت بوجود آوشي في طوكيو غادرت لتلتقي بهيمورا كنشين في طريق العودة إلى كيوتو.

### فصل كيوتو
أثناء استراحته في طريق الغابة المؤدي إلى كيوتو يلاحظ كنشين فتاة مراهقة قد تغلبت على أربعة قطاع طرق واستولت على غنيمتهم، يقاطعها كنشين لكنها تراه مجرد معدم، تصر ميساو على الاستيلاء على سيفه لكن كنشين يتفاداها بسهولة. يرتحل الاثنان عائدين إلى كيوتو لكنهما يتوقفان في قرية شينغيتسو حيث يقابلان فتى صغيرا يخبرهم أن القرية تحت سيطرة شيشيو ماكوتو. يحرر الاثنان القرية بعد أن يلحق بهما سايتو هاجيمي. بتطور القصة والوصول إلى كيوتو تصبح ميساو مرتبطة جدا بكنشين، لكنه تغضب منه لعدم رغبته في الاعتماد على غيره، بعد مغادرة كنشين تقابل ميساو كاميا كاورو وميوجين ياهيكو عندما تتعرف على صورة لكنشين معلقة بجدار مطعم يسمى شيروبيكو (في الأنمي تتصادم ميساو مع ياهيكو عندما تحاول اللحاق بكنشين)، ثم تقودهما ميساو إلى بيت مدرب كنشين، أثناء العودة يتذكر ياهيكو بصوت عال تحذير كنشين من آوشي الذي رآه مسبقا، تسمع ميساو ذلك وتتطالب بسماع ما جرى مع آوشي، توافق كاورو كرد جميلها بمقابلة كنشين مرة أخرى.
تصعق ميساو بالأخبار عن مقتل هان-نيا والرفاق وتعود إلى آوي-يا مطالبة بتوضيح من أوكينا، لتكتشف أن أوكينا ذهب لقتال آوشي فتغادر في الحال، تصل متأخرة لتجد أوكينا في حال خطرة وآوشي يخبرها أنه لا يريد رؤيتها مجددا، تعطى لميساو رسالة من أوكينا في حال موته طالبا منها أن تنسى مجموعة أونيوابان وأن تعيش حياة طبيعية، وبين صعوبة تصديق تعريض آوشي لأوكينا للموت تصر على منعه وتعلن نفسها القائد الجديد لمجموعة أونيوابان رافضة قيادة آوشي السابقة.
تصبح ميساو صديقة عزيزة لكنشين، كاورو، وياهيكو وتساعدهم على قتال شيشيو ماكوتو، قبل الذهاب للمعركة النهائية يعد كنشين ميساو بإعادة آوشي إلى آوي-يا، وذلك لعدم تصديقه أن آوشي قد فقد نفسه تماما، تغمر السعادة ميساو لهذه الكلام ولا تستطيع حبس دموعها وذلك لأن أوكينا طلب من كنشين قبل حديثه تصفية آوشي.
أثناء القتال ضد أعضاء جوبونغاتانا (السيوف العشرة) خارج آوي-يا، يغمى على ميساو بسبب ضربة قوية من سلاح هونجو كاماتاري، هان-نيا يظهر في أحلامها مخبرا لها أن كنشين وفي بوعده وأنه سيعيد آوشي، تستيقظ ميساو لتساعد كاورو بهزيمة كاماتاري، تضرب ميساو كاماتاري عندما يحاول قتل نفسه مقابل هزيمته، تقول ميساو أنها لا تفهم مشاعر رجل شاذ لكنها مندهشة لمدى ولائه لشيشيو. بعد هزيمة جميع من وجد من جوبونغاتانا (باستثناء إيوانبو الهارب، الغبي الذي لا يصلح لأي عمل)، تهاجم ميساو والباقون من قبل «جيش التدمير» فوجي العملاق من جوبونغاتانا، لينقذ الجميع تدخل هيكو سايجورو وينتظروا لاحقا عودة كنشين، سانوسكي، سايتو، وآوشي.
بعد هزيمة شيشيو يبقى كنشين لشهر إضافي في كيوتو لكنه يقرر العودة مع الباقين، تتألم ميساو لرغبة أصدقائها الجدد في العودة إلى طوكيو، لكن كنشين يحاول إسعادها بالطلب منها رؤية آوشي يبتسم، محاولتها المضحكة كان لها الأثر على آوشي لكنها لم تستسلم في تكرار المحاولة.

### فصل جينتشو (الانتقام)
تعود ميساو لاحقا في فصل جينتشو بالقصة مع آوشي عندما تطلب منها كاورو كتابيا تسليمها مذكرات الراحلة يوكيشيرو توموي إلى طوكيو قبل أن يقوم يوكيشيرو إنيشي بتطبيق جينتشو (حرفيا عقوبة الرجل) على كنشين.
على كل يصل الاثنان متأخرى ن بعد تطبيق إنيشي عقوبته جينتشو، تموت كاورو ويقع كنشين في حال من الإحباط والإرهاق، تقسم ميساو وياهيكو بالعثور على إنيشي وجعله يقرأ مذكرات توموي حتى يقع على ركبتيه طالبا العفو أمام قبر كاورو، كلا من الإثنين وساغارا سانوسكي يحاولون إعادة روح كنشين وطلب الانتقام، إلا أن محاولاتهم تفشل ليتركوه في القرية الميتة.
بعد استنتاج آوشي أن كاورو لم تمت وأن الجثة المدفونة ليست سوى دمية (خدعت حتى خبرة تاكاني ميغومي الطبية نظرا لسيطرة الحزن عليها ودقة صناعة الدمية)، يهرع ياهيكو وميساو للبحث عن كاورو ويذهبان إلى سايتو ليعقدوا اتفاقا يسمح لهم بالبحث عنها، تقضي ميساو غالب وقتها لدى المدرسة التدريبية منتظرة آوشي أو لدى عيادة ميغومي بعد عملية بحث لا جدوى منها.
بعد أن يحدد كنشين مقصده ويغادر القرية الميتة، تنضم ميساو للمجموعة المغادرة إلى جزيرة إنيشي حيث تحتجز كاورو، تقوم (بإرشاد من آوشي) بوضع القنابل في المياه المحيطة بالجزيرة ما يسمح للمجموعة بالإرساء على شواطئها، بعد هزيمة إنيشي وبعد «تسوية» نزاع كنشين وسايتو يقرر آوشي العودة إلى كيوتو، تدرك ميساو رغبة آوشي الملحة بالعودة لعزمه إعادة دفن هان-نيا والرفاق في «مكان أكثر إشعاعا بنور الشمس»، لعله يقصد كيوتو. تسعد ميساو بعودة الجميع إلى بيوتهم ويبتسم آوشي أخيرا رغم عدم ملاحظة ميساو ذلك.
في القصة الإضافية من كنشين كادين، يعود آوشي وميساو مرة أخرى في نزهة تجمع الجميع (باستثناء سانوسكي الذي يرسل رسالة، وسايتو المرسل إلى مهمة في هوكايدو).

## مدى قبول الشخصية
وضح واتسوكي أنه تلقى ردود سلبية بخصوص ميساو، كما تلقى أخرى إيجابية «بالمقابل».

## اقرأ أيضا
- مجموعة أونيوابان
- شينوموري آوشي، قائد المجموعة الذي اعتنى بميساو